# بانو قدسیه
بانو قدسیه (بانو قدسیه؛ ۲۸ نوامبر ۱۹۲۸ – ۴ فوریهٔ ۲۰۱۷) رمان‌نویس و نمایش‌نامه‌نویس اهل پاکستان بود. او رمان‌ها و داستان‌هایش را به زبان اردو می‌نوشت. وی هم‌چنین نمایشنامه‌هایی برای اجرای تلویزیونی و تئاتری به دو زبان اردو و پنجابی نوشته است.